# Weiterswiller
Weiterswiller település Franciaországban, Bas-Rhin megyében. Lakosainak száma 515 fő (2022. január 1.). Weiterswiller Bouxwiller, Neuwiller-lès-Saverne, Obersoultzbach, Sparsbach és Weinbourg községekkel határos.

## Népesség
A település népessége az elmúlt években az alábbi módon változott:
| Lakosok száma | 556  | 529  | 537  | 521  | 521  | 521  | 521  | 517  | 515  |
|               | 2013 | 2015 | 2016 | 2017 | 2018 | 2019 | 2020 | 2021 | 2022 |